# 2mm Kolibri
O 2mm Kolibri (também conhecido como 2,7mm Kolibri Car Pistol ou 2,7×9mm Kolibri) é o menor cartucho de fogo central comercialmente disponível, patenteado em 1910 e apresentado em 1914 por Franz Pfannl, um relojoeiro austríaco, com o apoio financeiro de Georg Grabner. 
O 2mm Kolibri foi projetado para acompanhar a pistola "Kolibri semiauto pistol" ou a "Kolibri single shot pistol", ambas comercializadas como armas de autodefesa.
O nome é derivado do colibri ou beija-flor, que está entre os menores pássaros.

## Características
O cartucho pesa 5,3 gramas (82 grãos), mede 3 milímetros (0,12 pol.) no seu ponto de maior diâmetro e 11 mm (0,43 pol.) da base da espoleta à ponta da bala. O headspace do cartucho é medido da "boca" do estojo. A bala em si pesa 3 grãos (0,194 gramas), e estima-se que tenha uma velocidade de saída de 200 m/s (660 ft/s), resultando em uma energia na boca do cano de 4,0 J (3 ft-lbs).

## Aceitação
O 2mm Kolibri não foi bem aceito. O tamanho reduzido de 2 milímetros do Kolibri torna difícil o manuseio e o carregamento de cartuchos individuais, e a bala em si é bastante fraca, com a literatura da época sugerindo que seria capaz de penetrar apenas  10–40 milímetros (0.39–1.57 polegadas). Os disparos também sofriam alguns problemas de precisão, uma vez que a tecnologia da época foi incapaz de aplicar um estriamento a canos de um calibre tão pequeno, resultando em nenhuma rotação sendo aplicada à bala.

Devido à fraqueza e imprecisão da arma de fogo, a "Kolibri 2 mm" foi anunciada como uma arma de autodefesa feminina, pequena o suficiente para caber dentro de uma bolsa. Embora provavelmente não seja eficaz contra um assaltante se for baleado no peito ou nos membros, pode causar alguns danos se for o rosto do agressor for atingido.
Os cartuchos e a maioria das armas de Franz Pfannl foram descontinuadas em 1938. Tal como acontece com a série de armas de fogo relacionadas, esta arma é agora um item de colecionador com cerca de 1.000 produzidos. O 2mm Kolibri se notabilizou por ser o menor cartucho de fogo central já produzido.